# Federazione cestistica del Lesotho
La Federazione cestistica del Lesotho è l'ente che controlla e organizza la pallacanestro in Lesotho.
La federazione controlla inoltre la nazionale di pallacanestro del Lesotho e ha sede a Maseru.
È affiliata alla FIBA dal 1997 e organizza il campionato di pallacanestro del Lesotho.